# 437 Rhodia
A 437 Rhodia (ideiglenes jelöléssel 1898 DP) a Naprendszer kisbolygóövében található aszteroida. Auguste Charlois fedezte fel 1898. július 16-án.